# 中国海关博物馆
39°54′25″N 116°25′59″E / 39.9068755°N 116.4331284°E
中国海关博物馆，位于北京市东城区建国门内大街2号，是直属中华人民共和国海关总署的专业博物馆。

## 简介
2002年4月，中共中华人民共和国海关总署党组决定筹建中国海关博物馆。2010年3月28日正式动工，2013年9月29日对海关系统内部开放，2014年3月30日免费对社会开放。
2014年3月，北京市文物局依法按程序准予中国海关博物馆注册登记，中国海关博物馆正式成为在北京市文物局注册登记的博物馆。
中国海关博物馆主展区建筑面积约为8000平方米，主展区一层、二层设有基本陈列，包括“千秋古关”、“近代海关”、“现代海关”三部分。地下一层为专题展厅、临时展厅位于。另外还设有“海关902”艇专题展厅。
中国海关博物馆开馆时，有藏品18000多件，包括照片5000多张、实物13000多件，从战国到当代的各时期海关文物都有。重要藏品有“关”字瓦当、粤海关十两银锭、大龙邮票、1894年《中国灯塔图》、总税务司赫德用过的邮袋、李鸿章写的“津海新关”木匾等等，以及中华人民共和国第一任海关总署署长任命书、见证邓小平南巡的“海关902”艇等。此外，藏品还有海关查获的战国青铜剑、11世纪观音立像、雪豹标本、东北虎皮等走私物品。
2007年12月28日，中国海关博物馆广州分馆在广州开馆，馆址位于全国重点文物保护单位粤海关“大钟楼”。

## 延伸阅读
- 《走进中国海关博物馆》编委会，走进中国海关博物馆，中国海关出版社，2012年
- 《中国海关博物馆》编委会，中国海关博物馆，中国海关出版社，2014年